# Lisitsynita
La lisitsynita és un mineral de la classe dels silicats. Rep el nom en honor d'Apollon Efimovich Lisitsyn (Аполлона Ефимовича Лисицына) (Kíev, 28 de maig de 1928 - 2 d'agost de 1999), destacat especialista rus en recursos minerals, geologia i mineralogia dels dipòsits de bor.

## Característiques
La lisitsynita és un silicat de fórmula química KBSi₂O₆. Cristal·litza en el sistema ortoròmbic. La seva duresa a l'escala de Mohs és 6.
Segons la classificació de Nickel-Strunz, la lisitsynita pertany a «09.FA - Tectosilicats sense H₂O zeolítica, sense anions addicionals no tetraèdrics» juntament amb els següents minerals: kaliofilita, kalsilita, nefelina, panunzita, trikalsilita, yoshiokaïta, megakalsilita, malinkoïta, virgilita, adularia, anortoclasa, buddingtonita, celsiana, hialofana, microclina, ortosa, sanidina, rubiclina, monalbita, albita, andesina, anortita, bytownita, labradorita, oligoclasa, reedmergnerita, paracelsiana, svyatoslavita, kumdykolita, slawsonita, lisetita, banalsita, stronalsita, danburita, maleevita, pekovita, lingunita i kokchetavita.

## Formació i jaciments
Va ser descoberta a la mina Vostochnyi, situada al mont Koaixva, dins el massís de Khibini (óblast de Múrmansk, Rússia). Es tracta de l'únic indret de tot el planeta on ha estat descrita aquesta espècie mineral.